# Chiapa de Corzo
Chiapa de Corzo é uma pequena cidade no município de Chiapa de Corzo no estado mexicano de Chiapas.